# Melissa Broder
Melissa Broder, född 29 augusti 1979 i Bryn Mawr, i Pennsylvania USA, är en amerikansk författare och essäist . Broder växte upp i Pennsylvania, studerade engelska vid Tufts University och fick en MFA i poesi från City College of New York.